# استان تروئل
تروئل (به اسپانیایی: Teruel) استانی در مرکز شرقی اسپانیا، در جنوب بخش خودمختار آراگون است.

## جغرافیا
این استان هم‌مرز با استان‌های تاراگونا، کاستلیون، بالنسیا، کوئنکا، گوادالاخارا و ساراگوسا است.
مرکز استان شهر تروئل است.

## جمعیت و مساحت
جمعیت استان ۱۳۸٬۶۸۶ نفر است (۲۰۰۳) که از این میان ۲۵٪ در شهر تروئل ساکن هستند. مساحت استان ۱۴٬۸۰۹ کیلومتر مربع است و ۲۳۶ دهستان دارد که بیش از نیمی از آنها دهکده‌های با کمتر از ۲۰۰ نفر جمعیت هستند.